# Leona Lewis
Leona Louise Lewis (Islington, London, 1985. április 3.) brit pop- és R&B-énekesnő, dalszerző, aki a brit The X Factor című tehetségkutató műsor harmadik szériájának győztese lett, 2006-ban. Első albuma, a Spirit világszerte 7 millió példányban kelt el.[forrás?] Az Egyesült Királyságban a legkelendőbb és a 27. legtöbbet eladott lemez lett majdnem 3 millió eladással.[forrás?] Élettársa volt Lou Al-Chamaa, akivel 10 éves korában ismerkedett meg. 2018. óta Dennis Jauch felesége.
Leona debütáló dala a Moment like this, Anglia legkelendőbb kislemeze lett,[forrás?] miután a megjelenést követő 30 percben, mintegy 50 000-en töltötték le.[forrás?] Második kislemezes dala a Bleeding love több mint 30 slágerlista élére jutott fel.[forrás?] 2008 novemberében átdolgozta a Snow Patrol csapat 'Run' című dalát. Hazájában rekordot állított fel (megelőzvén saját magát) azzal, hogy feldolgozását két nap alatt 69 244-en vásárolták meg.[forrás?]

## Pályafutása

### 2006: AThe X Factorután
Leona első debütáló dala egy Kelly Clarkson-feldolgozás, amely a Moment like this címet viseli. 2006. december 20-án jelent meg és világrekordot[forrás?] döntött, ugyanis a digitális megjelenés után fél órával már 50 000-en töltötték le.[forrás?] A legkelendőbb dal címet szerezte meg 2006-ban az Egyesült Királyságban, és további négy hétig volt a szigetország toplistájának élén, míg Írországban hat hétig vezette a listát.[forrás?]

### 2007-2009:Spirités nemzetközi hírnév
Első nagylemeze egy évvel a tehetségkutató verseny után jelent meg, Spirit címmel. A megjelenés hetében Anglia és Írország albumeladási listájának élén nyitott, és az Egyesült Királyság negyedik leggyorsabb lemezeladását produkáló album lett.[forrás?] 2008 januárjában más országokban is megjelentették az albumot, amely többek között első helyezést ért el Új-Zélandon, Ausztriában, Ausztráliában, Németországban, Svájcban és Dél-Afrikában is.[forrás?] 2008 áprilisában Amerikába is eljutott a lemez, ahol a Billboard Top 200 első helyéig jutott.[forrás?] Ezzel pedig Leona ismét rekordot állított fel, ugyanis ő lett az első olyan brit énekesnő, aki szólólemezével az amerikai listák dobogójának legfelső fokára állhatott.[forrás?] Világszerte több mint hat és fél millió hanghordozója kelt és kilencszeres platina státuszt ért el a lemez hazájában.[forrás?]
Leona a Londonban, Miamiben, Los Angelesben, New Yorkban és Atlantában rögzítette, ahol olyan zeneszerzőkkel dolgozott együtt, mint Dallas Austin, Walter Afanasieff, Salaam Remi, Steve Mac, Stargate és Ne-Yo. Két további dal került az albumra, amelyet amerikai megjelenésre szántak, az egyik a Forgive me, amelynek producere Akon, illetve a másik a Misses glass, amelynek produceri feladatát Madd Scientist látta el.
Második kislemezes dala a Bleeding love lett, amelynek producere Ryan Tedder volt, míg a szövegért Jesse McCartney és a már imént említett Tedder felelt. A dal 2007 októberében jelent meg az Egyesült Királyságban, ahol az első héten 218 805-en töltötték le, megszerezve ezzel az egy hét alatt legnagyobb számban eladott dal címet 2007-ben.[forrás?] A dal sikerességét tovább fokozza az a tény, hogy a szigetország toplistáinak első helyére került a megjelenés hetében, ahol további hét hetet töltött el, míg írországi első helyezését további egy héttel hosszabbította meg, így nyolc hetet tölthetett az ír toplistán.[forrás?] További országokban is első helyezést ért el, ilyen pl.: Új Zéland, Ausztrália, Franciaország, Németország, Magyarország, Norvégia, Belgium, Hollandia, Ausztria, Kanada és Amerika is. A Bleeding love 2007 decemberében elnyerte az Év legjobb dala címet is.[forrás?]
2007 októberében Leona a BBC Radio 1's Live Lounge (magyarul: élő beszélgetés) című műsorában szerepelt, ahol két dalt énekelt el akusztikus körülmények között, a már ismert Bleeding love-ot és a Snow Patrol nevezetű együttes 2003-as dalát, a Run-t. Számos díjat kapott, többek között a Legjobb új előadó címet, a 2007-es Cosmopolitan Ultimate Woman of the Year díjátadón, és a BRIT Awards gálán is több jelölést kapott, többek között a Legjobb női előadó, Legjobb új előadó, Legjobb brit album (Spirit) és a Legjobb dal (Bleeding love) kategóriájában is, végül azonban nem nyert.[forrás?]
2008 februárjában a Bleeding love című dala az amerikai Billboard Hot 100-as listájának 85. helyén nyitott, majd április 5-én a lista első helyére került. Összességében (kisebb megszakításokkal) négy hétig vezethette az amerikai listát. Ez az adat is rekordként került be a köztudatba, ugyanis Kim Wilde 1987-es első helyezése (You keep me hangin) óta Leona dala volt az első angol énekesnő, aki szintén vezetni tudta az amerikai slágerlistát.[forrás?] Harmadik kislemeze dupla oldalas maxiként jelent meg, amelyen két dal volt található, egyik volt a Better in time a másik pedig a Footprints in the sand. A kislemez 2008 márciusában jelent meg Angliában. A Footprints in the sand című dalával dél-afrikai árvák megsegítésére törekedett.[forrás?]
A Better In Time Leona második Amerikában megjelent dala volt, amely végül a Billboard 11. helyéig jutott.[forrás?]

### 2009-: A második nagylemez: Echo
Második nagylemeze 2009 novemberében jelent meg világszerte. Olyan nagy nevekkel dolgozott együtt Leona, mint Justin Timberlake, Ryan Tedder (OneRepublic), Max Martin vagy éppen Kevin Rudolf. Ezek a személyek tettek tehát azért, hogy az 'Echo' méltó utódja lehessen az előző 'Spirit'-nek. Nem is volt meglepő az, hogy a lemez első helyre állhatott az Egyesült Királyságban. Továbbá Top 10-be sikerült kerülnie Írországban, Ausztriában és Svájcban is.
A lemez első sikere a 'Happy' című dal volt, amely Szeptember 19-én jelent meg. A dal producere Ryan Tedder volt, aki a szövegírásban is részt vette Leona és Evan Bogart mellett. A dal Angliában a 2. helyig jutott, Ausztriában, Belgiumban, Németországban, Japánban, Svájcban és Írországban Top 10-es sláger lett.
Az album második kislemezes dalának megjelenése előtt Leona elénekelte az egész világon rekordokat döntögető James Cameron film, az Avatar főcímdalát, melynek címe 'I See You'. A dal Golden Globe jelölést kapott, a 'Legjobb betétdal' kategóriában, amelyet végül nem nyert meg.
A -már imént említett- második kislemezes dal, az 'I Got You', 2010 februárjában jelenik meg.

## Diszkográfia

### Nagylemezek
- 2007: Spirit
- 2009: Echo
- 2012: Glassheart

### Kereskedelmi tevékenységek
2008-ban az LR cég döntött. Létrehoz egy illatot, amely méltón képviseli a népszerű énekest. A parfüm 2009 júliusában került az üzletek polcaira. Egy karizmatikus és varázslatos illat nőknek. A termék neve: Leona Lewis LR for women. Mivel jól ment a piacon, elhatározták, hogy létrehoznak egy következő illatot. Könnyebb és frissített változata, 2011 nyarán jelent meg. A termék neve: Leona Lewis Summer Edition for women.